# Ian Ferguson
Ian Ferguson, född den 20 juli 1952 i Taumarunui, Nya Zeeland, är en nyzeeländsk kanotist.
Han tog OS-guld i K-1 500 meter, OS-guld i K-2 500 meter och OS-guld i K-2 1000 meter i samband med de olympiska kanottävlingarna 1984 i Los Angeles.
Han tog OS-guld i K-2 500 meter och OS-silver i K-2 1000 meter i samband med de olympiska kanottävlingarna 1988 i Seoul.